# Pokrajina La Spezia
Pokrajina La Spezia (v italijanskem izvirniku Provincia di La Spezia, izg. Provinča di Laspècja) je ena od štirih pokrajin, ki sestavljajo italijansko deželo Ligurija. Zavzema tudi otoke Palmaria, Tino in Tinetto. Meji na severu z deželo Emilija - Romanja, na vzhodu z deželo Toskana, na jugu z Ligurskim morjem in na zahodu z metropolitanskim mestom Genova.

## Večje občine
Glavno mesto je La Spezia, ostale večje občine so (podatki 31.12.2006):
| Mesto     | Prebivalcev |
| --------- | ----------- |
| La Spezia | 94.263      |
| Sarzana   | 20.405      |
| Lerici    | 10.725      |
| Arcola    | 10.192      |

## Naravne zanimivosti
Obalni pas pokrajine se imenuje Cinque Terre, kar pomeni dobesedno pet ozemelj, saj obsega le pet vasi. Razporejene so po gričevnatem svetu, ki se na eni strani strmo spušča proti morju. Značilne so ozke obdelane terase, kjer se poljedelstvo ni moglo prilagoditi modernim tehnikam. Od leta 1997 so Cinque Terre, skupaj z delom mesta Porto Venere in s tremi bližnjimi otoki na Unescovem seznamu svetovne dediščine..
Seznam zaščitenih področij v pokrajini:
- Narodni park Cinque Terre (Parco nazionale delle Cinque Terre)
- Zaščiteno morsko področje Cinque Terre (Area naturale marina protetta Cinque Terre)
- Krajinski park Montemarcello - Magra (Parco naturale regionale di Montemarcello - Magra)
- Krajinski park Porto Venere (Parco naturale regionale di Porto Venere)

## Zgodovinske zanimivosti
Današnja pokrajina La Spezia je bila v trinajstem stoletju sporno področje med dvema velikima pomorskima republikama, Piso in Genovo.
Pogodbe, ki jih je Pisa sklepala s Sardinskimi giudicati, so bile glavni vzrok sporov z Genovo, saj jih je ta jemala kot vmešavanje v njeno notranjo trgovino. Ko je Friderik II. potrdil pizansko oblast nad mestecem Portovenere tik pred genoveško obalo, so se nasprotovanja zaostrila in prišlo je do hudih oboroženih spopadov. Leta 1273 so Genovežani končno osvojili La Spezio, ki je v kratkem postala sedež sodnije in administrativno središče republike..